# Campeonato Europeo de Balonmano Femenino de 2010
El IX Campeonato Europeo de Balonmano Femenino se celebra conjuntamente en Dinamarca y Noruega entre el 7 y el 19 de diciembre de 2010 bajo la organización de la Federación Europea de Balonmano (EHF), la Federación Danesa de Balonmano y la Federación Noruega de Balonmano.
16 equipos europeos compiten en el evento por el título de campeón europeo, cuyo anterior portador es el equipo nacional de Noruega, ganador del Europeo de 2008.

## Sedes
| Grupo           | Ciudad                 | Instalación    | Capacidad |
| --------------- | ---------------------- | -------------- | --------- |
| A               | Aalborg ( Dinamarca)   | Gigantium      | 4530      |
| B               | Århus ( Dinamarca)     | NRGi Arena     | 4700      |
| C               | Larvik ( Noruega)      | Arena Larvik   | 4000      |
| D y II          | Lillehammer ( Noruega) | Håkons Hall    | 11 500    |
| I y Ronda final | Herning ( Dinamarca)   | MCH Multiarena | 12 500    |

## Grupos
| Grupo A   | Grupo B    | Grupo C      | Grupo D   |
| --------- | ---------- | ------------ | --------- |
| España    | Montenegro | Alemania     | Noruega   |
| Dinamarca | Croacia    | Ucrania      | Hungría   |
| Rumania   | Rusia      | Suecia       | Francia   |
| Serbia    | Islandia   | Países Bajos | Eslovenia |

## Primera Fase
Los primeros tres de cada grupo alcanzan la fase principal. Los equipos restantes juegan entre sí por los puestos 13 a 16.

### Grupo A
| Equipo    | J | G | E | P | GF | GC | DG  | PTS |
| --------- | - | - | - | - | -- | -- | --- | --- |
| Dinamarca | 3 | 3 | 0 | 0 | 72 | 61 | +11 | 6   |
| Rumania   | 3 | 2 | 0 | 1 | 92 | 79 | +13 | 4   |
| España    | 3 | 1 | 0 | 2 | 71 | 75 | -4  | 2   |
| Serbia    | 3 | 0 | 0 | 3 | 71 | 91 | -20 | 0   |

- Resultados

| Fecha | Hora² | Partido¹  | Partido¹ | Partido¹  | Resultado |
| ----- | ----- | --------- | -------- | --------- | --------- |
| 07.12 | 18:15 | España    | -        | Rumania   | 26-30     |
| 07.12 | 20.45 | Dinamarca | -        | Serbia    | 25-20     |
| 09.12 | 18:15 | Serbia    | -        | España    | 23-26     |
| 09.12 | 20.45 | Rumania   | -        | Dinamarca | 22-25     |
| 11.12 | 18:15 | Rumania   | -        | Serbia    | 40-28     |
| 11.12 | 20.45 | España    | -        | Dinamarca | 19-22     |

- (¹) -  Todos en Aalborg
- (²) -  Hora local de Dinamarca (UTC+1)

### Grupo B
| Equipo     | J | G | E | P | GF | GC | DG  | PTS |
| ---------- | - | - | - | - | -- | -- | --- | --- |
| Rusia      | 3 | 2 | 0 | 1 | 82 | 69 | +13 | 4   |
| Montenegro | 3 | 2 | 0 | 1 | 78 | 74 | +4  | 4   |
| Croacia    | 3 | 2 | 0 | 1 | 88 | 83 | +5  | 4   |
| Islandia   | 3 | 0 | 0 | 3 | 69 | 91 | -22 | 0   |

- Resultados

| Fecha | Hora² | Partido¹   | Partido¹ | Partido¹   | Resultado |
| ----- | ----- | ---------- | -------- | ---------- | --------- |
| 07.12 | 18:15 | Montenegro | -        | Rusia      | 24-22     |
| 07.12 | 20:15 | Croacia    | -        | Islandia   | 35-25     |
| 09.12 | 18:15 | Islandia   | -        | Montenegro | 23-26     |
| 09.12 | 20:15 | Rusia      | -        | Croacia    | 30-24     |
| 11.12 | 18:15 | Rusia      | -        | Islandia   | 30-21     |
| 11.12 | 20:15 | Montenegro | -        | Croacia    | 28-29     |

- (¹) -  Todos en Århus
- (²) -  Hora local de Dinamarca (UTC+1)

### Grupo C
| Equipo       | J | G | E | P | GF | GC | DG  | PTS |
| ------------ | - | - | - | - | -- | -- | --- | --- |
| Suecia       | 3 | 3 | 0 | 0 | 85 | 68 | +17 | 6   |
| Países Bajos | 3 | 1 | 0 | 2 | 70 | 68 | +2  | 2   |
| Ucrania      | 3 | 1 | 0 | 2 | 71 | 81 | -10 | 2   |
| Alemania     | 3 | 1 | 0 | 2 | 78 | 87 | -9  | 2   |

- Resultados

| Fecha | Hora² | Partido¹     | Partido¹ | Partido¹     | Resultado |
| ----- | ----- | ------------ | -------- | ------------ | --------- |
| 07.12 | 17:45 | Alemania     | -        | Suecia       | 25-27     |
| 07.12 | 19:45 | Ucrania      | -        | Países Bajos | 13-25     |
| 08.12 | 17:45 | Suecia       | -        | Ucrania      | 33-25     |
| 08.12 | 19:45 | Países Bajos | -        | Alemania     | 27-30     |
| 10.12 | 17:45 | Suecia       | -        | Países Bajos | 25-18     |
| 10.12 | 19:45 | Alemania     | -        | Ucrania      | 23-33     |

- (¹) -  Todos en Larvik
- (²) -  Hora local de Noruega (UTC+1)

### Grupo D
| Equipo    | J | G | E | P | GF | GC | DG  | PTS |
| --------- | - | - | - | - | -- | -- | --- | --- |
| Noruega   | 3 | 3 | 0 | 0 | 99 | 51 | +48 | 6   |
| Hungría   | 3 | 2 | 0 | 1 | 62 | 71 | -9  | 4   |
| Francia   | 3 | 1 | 0 | 2 | 69 | 73 | -4  | 2   |
| Eslovenia | 3 | 0 | 0 | 3 | 54 | 89 | -35 | 0   |

- Resultados

| Fecha | Hora² | Partido¹  | Partido¹ | Partido¹  | Resultado |
| ----- | ----- | --------- | -------- | --------- | --------- |
| 07.12 | 18:15 | Hungría   | -        | Eslovenia | 28-19     |
| 07.12 | 20:15 | Noruega   | -        | Francia   | 33-22     |
| 08.12 | 18:15 | Francia   | -        | Hungría   | 18-21     |
| 08.12 | 20:15 | Eslovenia | -        | Noruega   | 16-32     |
| 10.12 | 18:15 | Francia   | -        | Eslovenia | 29-19     |
| 10.12 | 20:15 | Noruega   | -        | Hungría   | 34-13     |

- (¹) -  Todos en Lilehammer
- (²) -  Hora local de Noruega (UTC+1)

## Segunda fase
Los primeros dos de cada grupo disputan las semifinales. 

### Grupo I
| Equipo     | J | G | E | P | GF  | GC  | DG  | PTS |
| ---------- | - | - | - | - | --- | --- | --- | --- |
| Dinamarca  | 5 | 4 | 0 | 1 | 133 | 110 | +23 | 8   |
| Rumania    | 5 | 3 | 0 | 2 | 126 | 129 | -3  | 6   |
| Montenegro | 5 | 3 | 0 | 2 | 125 | 123 | +2  | 6   |
| Rusia      | 5 | 2 | 0 | 3 | 129 | 124 | +5  | 4   |
| Croacia    | 5 | 2 | 0 | 3 | 117 | 142 | -25 | 4   |
| España     | 5 | 1 | 0 | 4 | 117 | 119 | -2  | 2   |

- Resultados

| Fecha | Hora² | Partido¹  | Partido¹ | Partido¹   | Resultado |
| ----- | ----- | --------- | -------- | ---------- | --------- |
| 13.12 | 16:45 | España    | -        | Montenegro | 20-22     |
| 13.12 | 18:45 | Rumania   | -        | Croacia    | 32-22     |
| 13.12 | 20:45 | Dinamarca | -        | Rusia      | 26-20     |
| 14.12 | 16:45 | Rumania   | -        | Montenegro | 23-21     |
| 14.12 | 18:45 | España    | -        | Rusia      | 30-22     |
| 14.12 | 20:45 | Dinamarca | -        | Croacia    | 31-19     |
| 16.12 | 16:45 | Rumania   | -        | Rusia      | 20-35     |
| 16.12 | 18:45 | España    | -        | Croacia    | 22-23     |
| 16.12 | 20:45 | Dinamarca | -        | Montenegro | 29-30     |

- (¹) -  Todos en Herning
- (²) -  Hora local de Dinamarca (UTC+1)

### Grupo II
| Equipo       | J | G | E | P | GF  | GC  | DG  | PTS |
| ------------ | - | - | - | - | --- | --- | --- | --- |
| Suecia       | 5 | 4 | 0 | 1 | 127 | 103 | +24 | 8   |
| Noruega      | 5 | 4 | 0 | 1 | 153 | 91  | +62 | 8   |
| Francia      | 5 | 3 | 0 | 2 | 116 | 115 | +1  | 6   |
| Países Bajos | 5 | 2 | 0 | 3 | 104 | 115 | -11 | 4   |
| Hungría      | 5 | 2 | 0 | 3 | 98  | 128 | -30 | 4   |
| Ucrania      | 5 | 0 | 0 | 5 | 101 | 147 | -46 | 0   |

- Resultados

| Fecha | Hora² | Partido¹     | Partido¹ | Partido¹ | Resultado |
| ----- | ----- | ------------ | -------- | -------- | --------- |
| 12.12 | 16:15 | Países Bajos | -        | Francia  | 21-23     |
| 12.12 | 18:15 | Ucrania      | -        | Hungría  | 25-26     |
| 12.12 | 20:15 | Suecia       | -        | Noruega  | 24-19     |
| 14.12 | 16:15 | Países Bajos | -        | Hungría  | 27-19     |
| 14.12 | 18:15 | Suecia       | -        | Francia  | 21-22     |
| 14.12 | 20:15 | Ucrania      | -        | Noruega  | 19-32     |
| 15.12 | 16:15 | Ucrania      | -        | Francia  | 19-31     |
| 15.12 | 18:15 | Suecia       | -        | Hungría  | 24-19     |
| 15.12 | 20:15 | Países Bajos | -        | Noruega  | 13-35     |

- (¹) -  Todos en Lillehammer
- (²) -  Hora local de Noruega (UTC+1)

## Fase final

### Quinto lugar
| Fecha | Hora² | Partido¹   | Partido¹ | Partido¹ | Resultado |
| ----- | ----- | ---------- | -------- | -------- | --------- |
| 18.12 | 11:30 | Montenegro | -        | Francia  | 19-23     |

- (¹) -  En Herning
- (²) -  Hora local de Dinamarca (UTC+1)

### Semifinales
| Fecha | Hora² | Partido¹  | Partido¹ | Partido¹ | Resultado |
| ----- | ----- | --------- | -------- | -------- | --------- |
| 18.12 | 14:30 | Rumania   | -        | Suecia   | 23-25     |
| 18.12 | 17:00 | Dinamarca | -        | Noruega  | 19-29     |

- (¹) -  En Herning
- (²) -  Hora local de Dinamarca (UTC+1)

### Tercer lugar
| Fecha | Hora² | Partido¹ | Partido¹ | Partido¹  | Resultado |
| ----- | ----- | -------- | -------- | --------- | --------- |
| 19.12 | 14:30 | Rumania  | -        | Dinamarca | 16-15     |

### Final
| Fecha | Hora² | Partido¹ | Partido¹ | Partido¹ | Resultado |
| ----- | ----- | -------- | -------- | -------- | --------- |
| 19.12 | 17:00 | Suecia   | -        | Noruega  | 20-25     |

- (¹) -  En Herning
- (²) -  Hora local de Dinamarca (UTC+1)

## Medallero
|         |        |         |
| Noruega | Suecia | Rumania |

## Clasificación general
| 1. Noruega      |
| 2. Suecia       |
| 3. Rumania      |
| 4. Dinamarca    |
| 5. Francia      |
| 6. Montenegro   |
| 7. Rusia        |
| 8. Países Bajos |
| 9. Croacia      |
| 10. Hungría     |
| 11. España      |
| 12. Ucrania     |
| 13. Alemania    |
| 14. Serbia      |
| 15. Islandia    |
| 16. Eslovenia   |

## Estadísticas

### Equipo Ideal
| Posición          | Nombre              | País      |
| ----------------- | ------------------- | --------- |
| Portero           | Katrine Lunde       | Noruega   |
| Extremo izquierdo | Mie Augustesen      | Dinamarca |
| Lateral izquierdo | Cristina Neagu      | Rumania   |
| Central           | Gro Hammerseng      | Noruega   |
| Lateral derecho   | Nerea Pena          | España    |
| Extremo derecho   | Maibritt Kviesgaard | Dinamarca |
| Pivote            | Heidi Løke          | Noruega   |

### Máximas goleadoras
| Puesto | Nombre            | País         | Goles |
| ------ | ----------------- | ------------ | ----- |
| 1      | Cristina Neagu    | Rumania      | 53    |
| 2      | Linnea Torstenson | Suecia       | 48    |
| 3      | Bojana Popović    | Montenegro   | 46    |
| 4      | Heidi Løke        | Noruega      | 40    |
| 5      | Maura Visser      | Países Bajos | 36    |

### Mejor Defensora
| Nombre         | País   |
| -------------- | ------ |
| Johanna Wiberg | Suecia |

### Mejor Jugadora del Torneo
| Nombre            | País   |
| ----------------- | ------ |
| Linnea Torstenson | Suecia |

- Datos: Q482592